# Scoliciosporum abietinum
Scoliciosporum abietinum är en lavart som beskrevs av T. Sprib. Scoliciosporum abietinum ingår i släktet Scoliciosporum och familjen Scoliciosporaceae.   Inga underarter finns listade i Catalogue of Life.